# Dom Kereta
Dom Kereta (pełna nazwa: Ermitaż – Dom Kereta) – instalacja artystyczna zaprojektowana przez architekta Jakuba Szczęsnego z grupy projektowej Centrala, zbudowana w 2012 w pobliżu skrzyżowania ulic Chłodnej i Żelaznej w warszawskiej dzielnicy Wola. Obiekt został otwarty 20 października 2012. Znajduje się on w 152-centymetrowej szczelinie pomiędzy powojennym blokiem mieszkalnym przy ul. Chłodnej 22 i przedwojenną kamienicą przy ul. Żelaznej 74. Instalacja posiada wewnątrz trzy poziomy i zaprojektowana jest jako obiekt mieszkalny.
Inwestorem jest Fundacja Polskiej Sztuki Nowoczesnej, generalnym wykonawcą spółka Awbud. Instalacja została zaprojektowana jako pracownia dla izraelskiego pisarza Etgara Kereta i przeznaczona na miejsce działań kulturalnych.

## Przesłanie
Minimalny rozmiar mieszkania ma według niektórych interpretacji nawiązywać do zwięzłości opowiadań artysty, które cenione są przez więźniów i czytane podczas przejścia z celi do łazienki.
Lokalizacja w pobliżu kładki łączącej w czasach okupacji niemieckiej dwie części warszawskiego getta częściowo wiąże się z losami rodziny Kereta, która pochodzi z Warszawy i którą w czasie II wojny światowej uwięziono w getcie. Ojciec Kereta ukrywał się podczas okupacji przez wiele miesięcy w tak ciasnym pomieszczeniu, że nie można było ani wstać ani leżeć, tylko siedzieć. Gdy został wydobyty spod ziemi, nie mógł chodzić i miał zaniki mięśniowe.
Dom jest również próbą wypełnienia przestrzennej pustki powstałej w wyniku powojennego rozczłonkowania miasta przez przypadkową zabudowę.
Dom Kereta opisywany jest jako jeden z najwęższych na świecie, jednak formalnie nie jest budynkiem mieszkalnym. Nie spełnia polskich przepisów dla lokalu mieszkalnego, przez co nie jest obiektem stałym, i m.in. nie można w nim uzyskać zameldowania.

## Opis
Dom ma przeszklony dach i kształt zbliżony do trójkąta prostokątnego. Konstrukcję instalacji stanowi stalowy szkielet. Elewację wykonano z poliwęglanu, a frontową ścianę zabezpiecza siatka ze stali. Ściany wykonane z płyt warstwowych chronią przed utratą ciepła, zapewniając jednocześnie ognioodporność. Dom jest ogrzewany elektrycznie. W najszerszym miejscu ma on 122 cm, a w najwęższym 70 cm.
Wejście do Domu Kereta znajduje się od strony podwórka. Do salonu wchodzi się przez klapę w podłodze, po metalowych schodach. W salonie znajdują się stolik z dwoma siedzeniami oraz wypełniony kulkami worek pełniący funkcję sofy. W kuchni znajduje się jednokomorowy zlew i ceramiczna płyta grzewcza na dwa garnki. Łazienka to kabina prysznicowa połączona z WC.
Do sypialni wchodzi się po drabinie. Znajdują się tam łóżko, stolik do pracy oraz krzesło.
Instalacja jest udostępniana odpłatnie do zwiedzania w wybrane weekendy.

## Mieszkańcy
Pierwszym mieszkańcem domu był Etgar Keret. Projekt przewiduje, że kolejnymi lokatorami będą artyści wyłonieni przez jury z nim na czele.
W maju 2015 Keret przyjechał do Warszawy i odwiedził dom z całą rodziną. Zmieścili się: Etgar Keret z matką Orną Keret (ocalałą z getta) i żoną Shirą Geffen, synem Lvem oraz bratem Nimrodem. Zmieścił się tam także znajomy Keretów Sarmen Beglarian.
Do 2018 w Domu Kereta mieszkało ponad 40 artystów z różnych krajów.

## Galeria

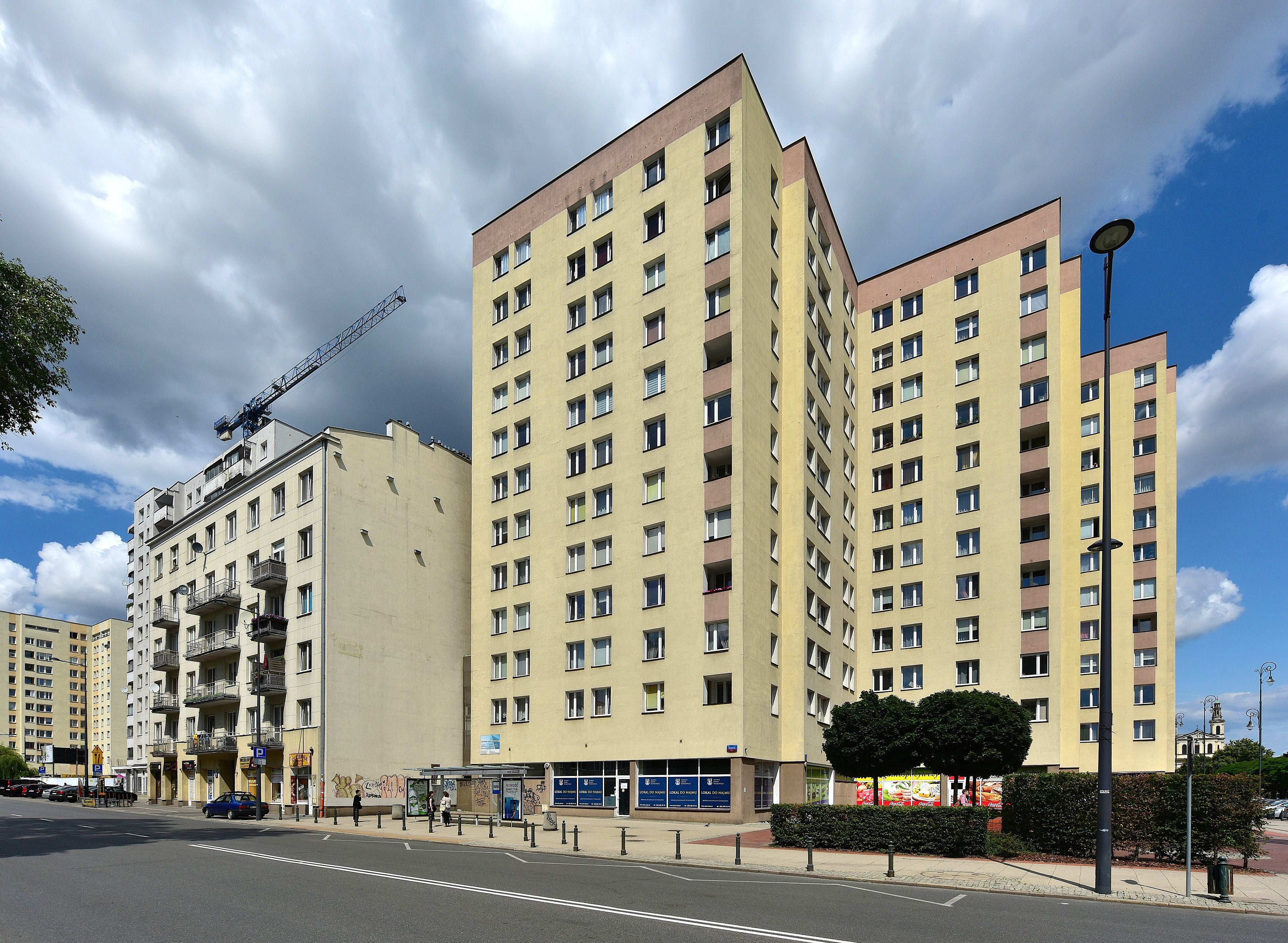
Domy przy ul. Żelaznej 74 (z lewej) i ul. Chłodnej 22 (z prawej), pomiędzy którymi znajduje się Dom Kereta
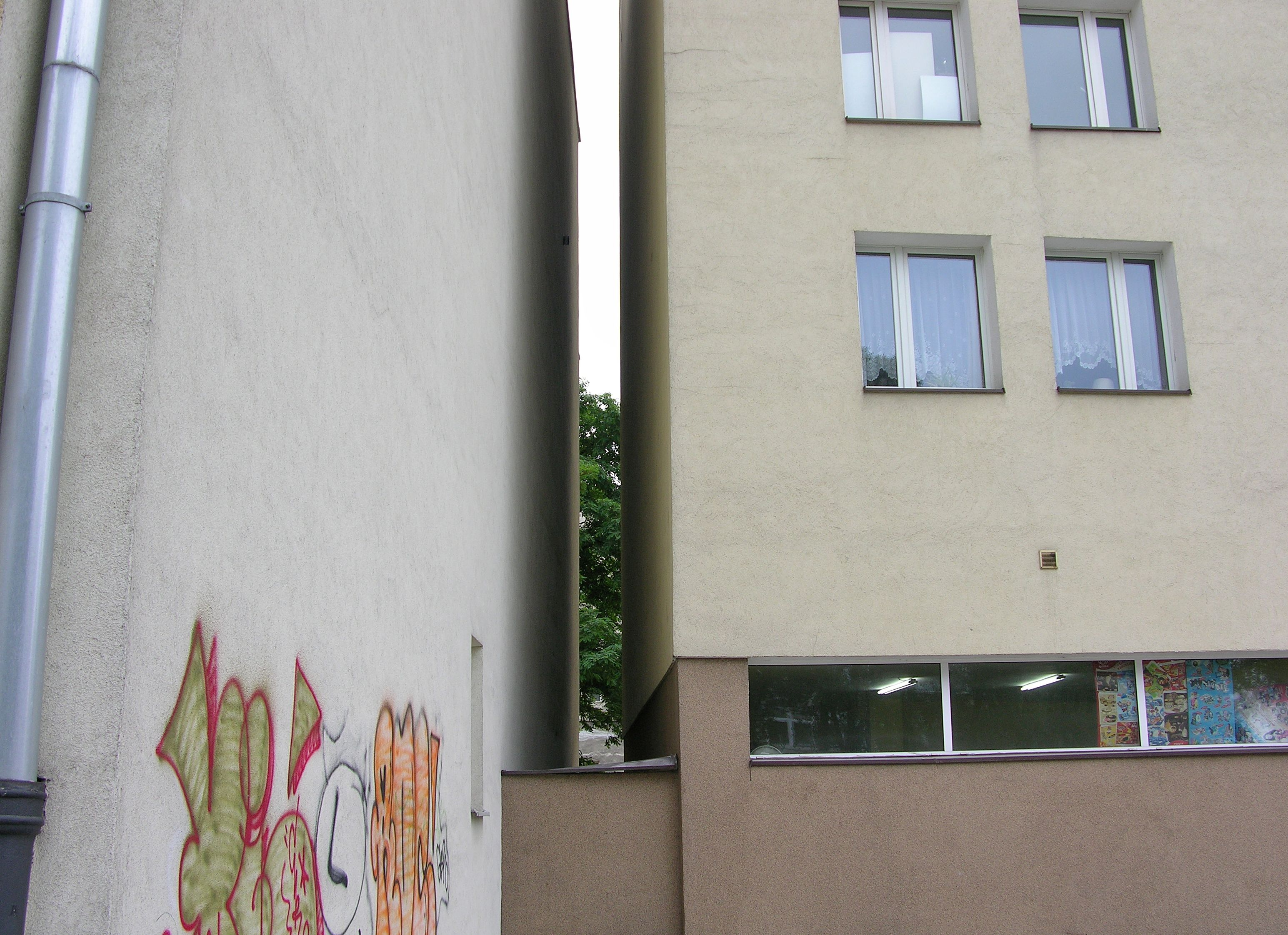
Szczelina między budynkami przed powstaniem instalacji
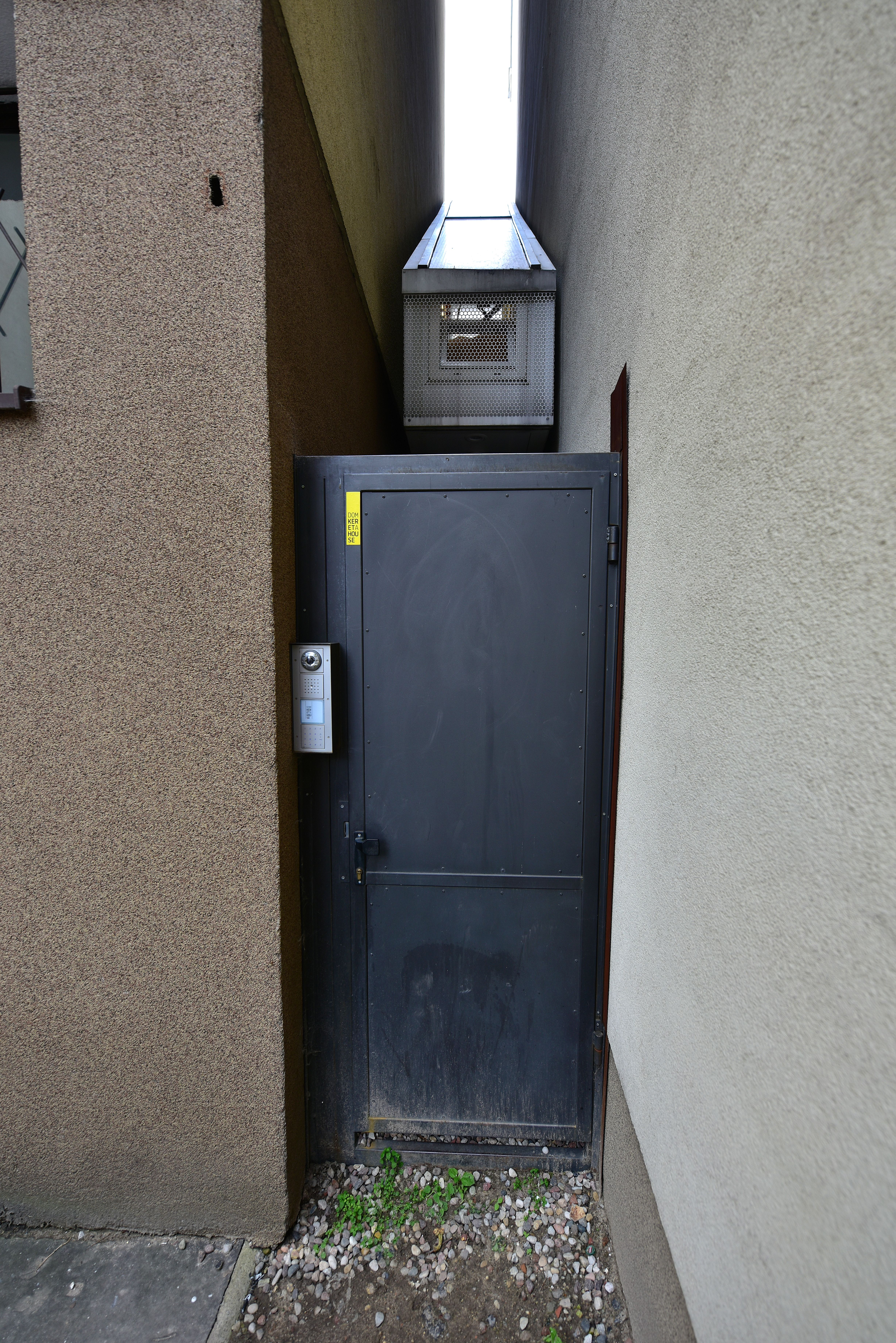
Wejście do Domu Kereta
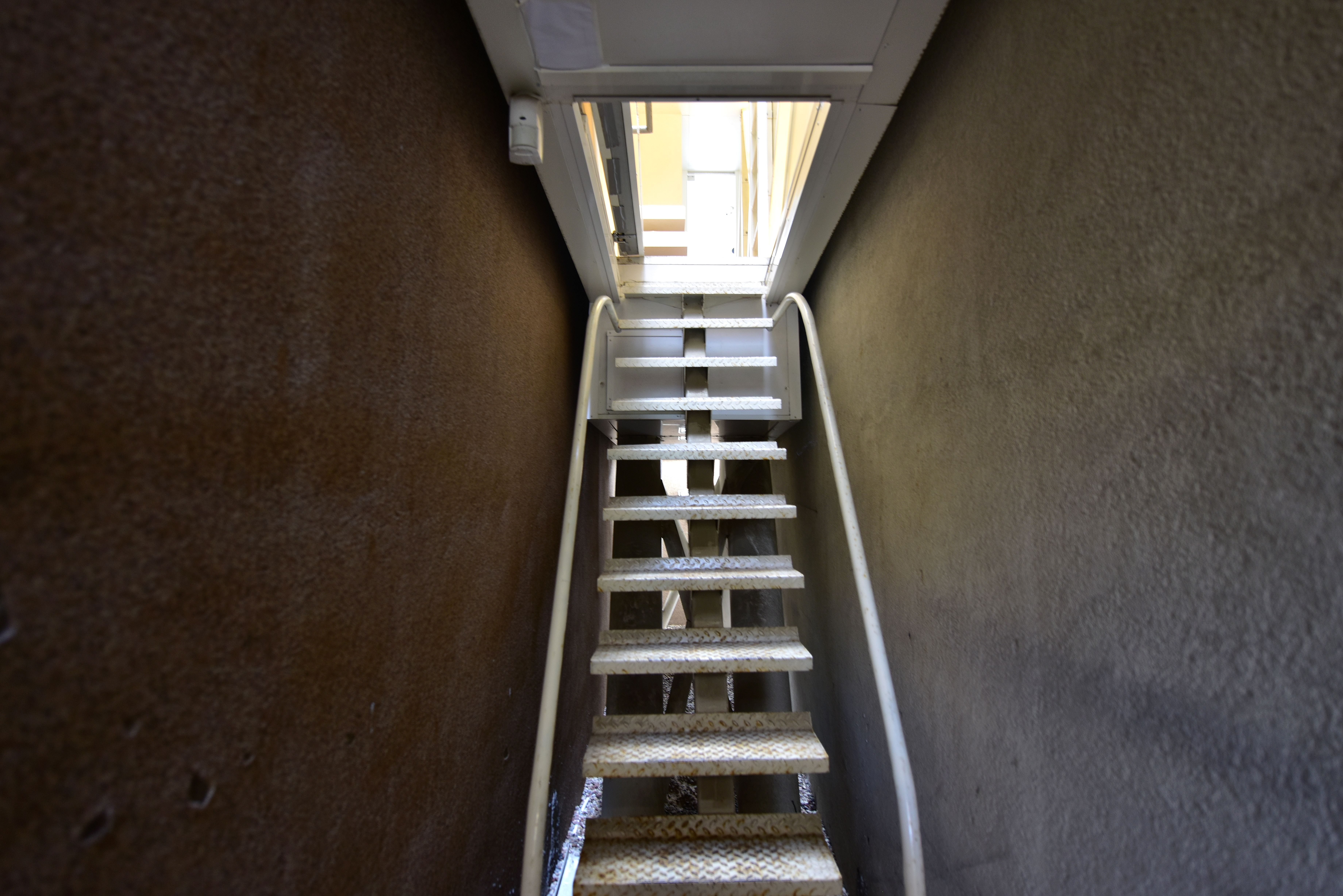
Metalowe schody do salonu
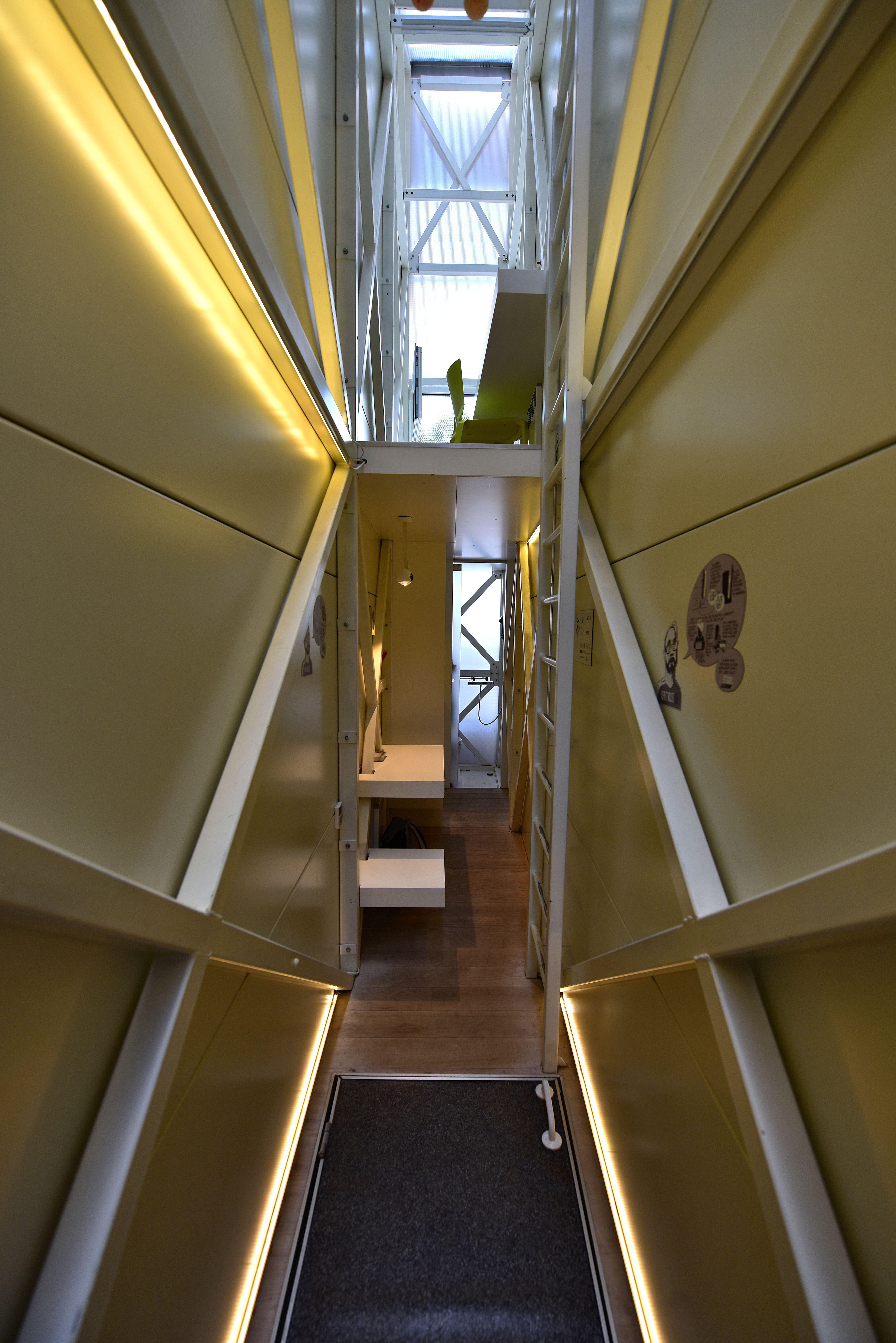
Salon (na dole) i sypialnia (na górze)
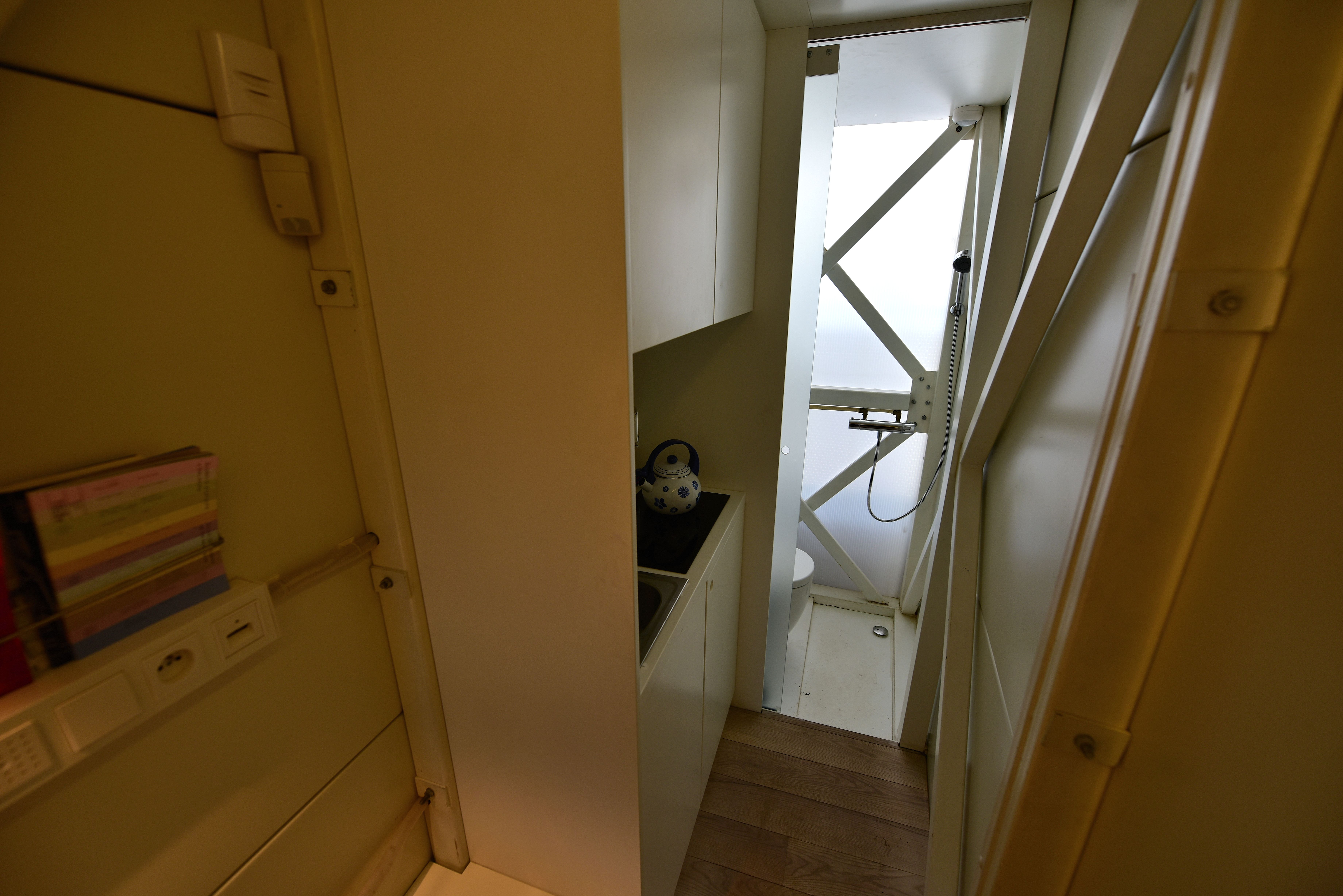
Kuchnia
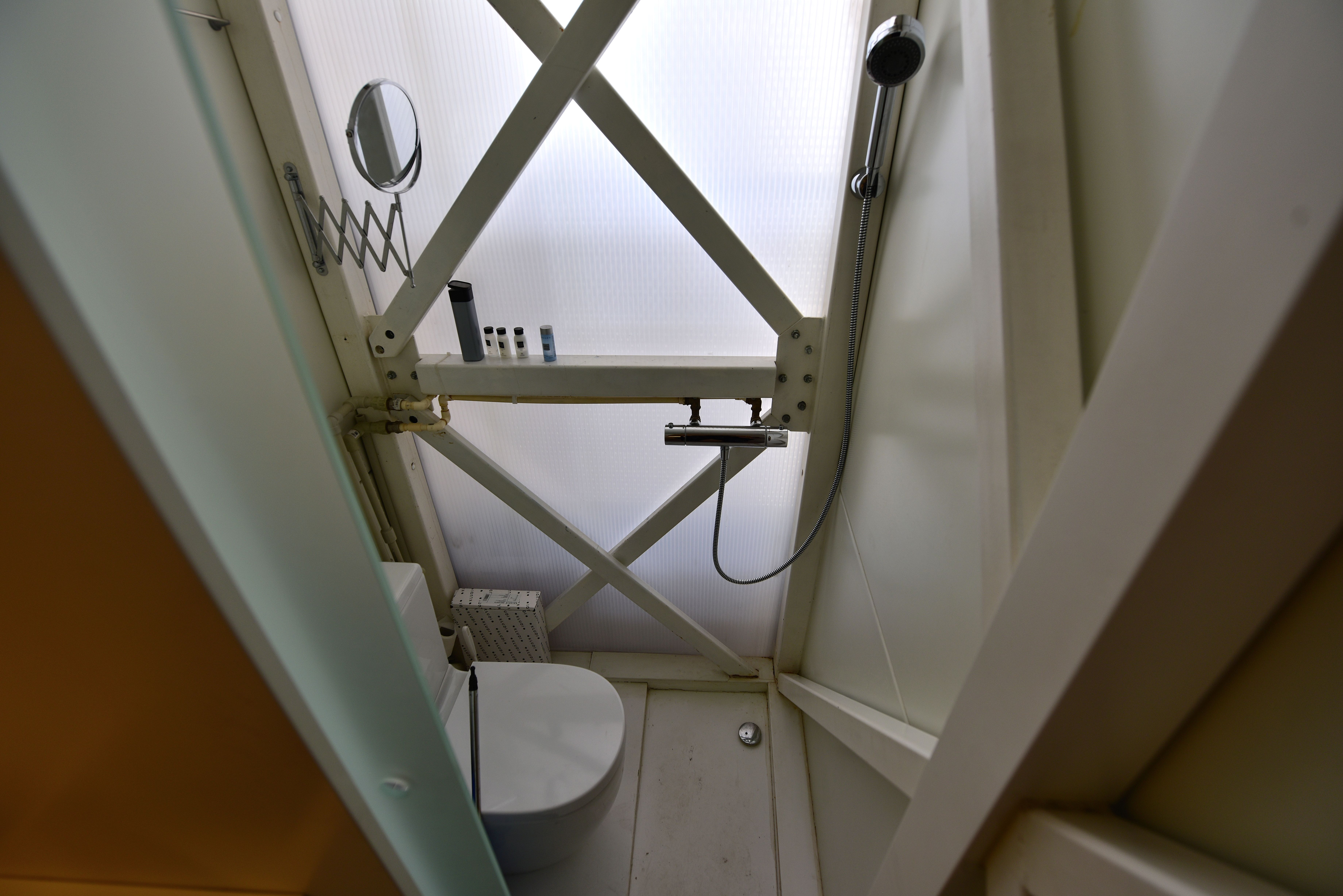
Łazienka
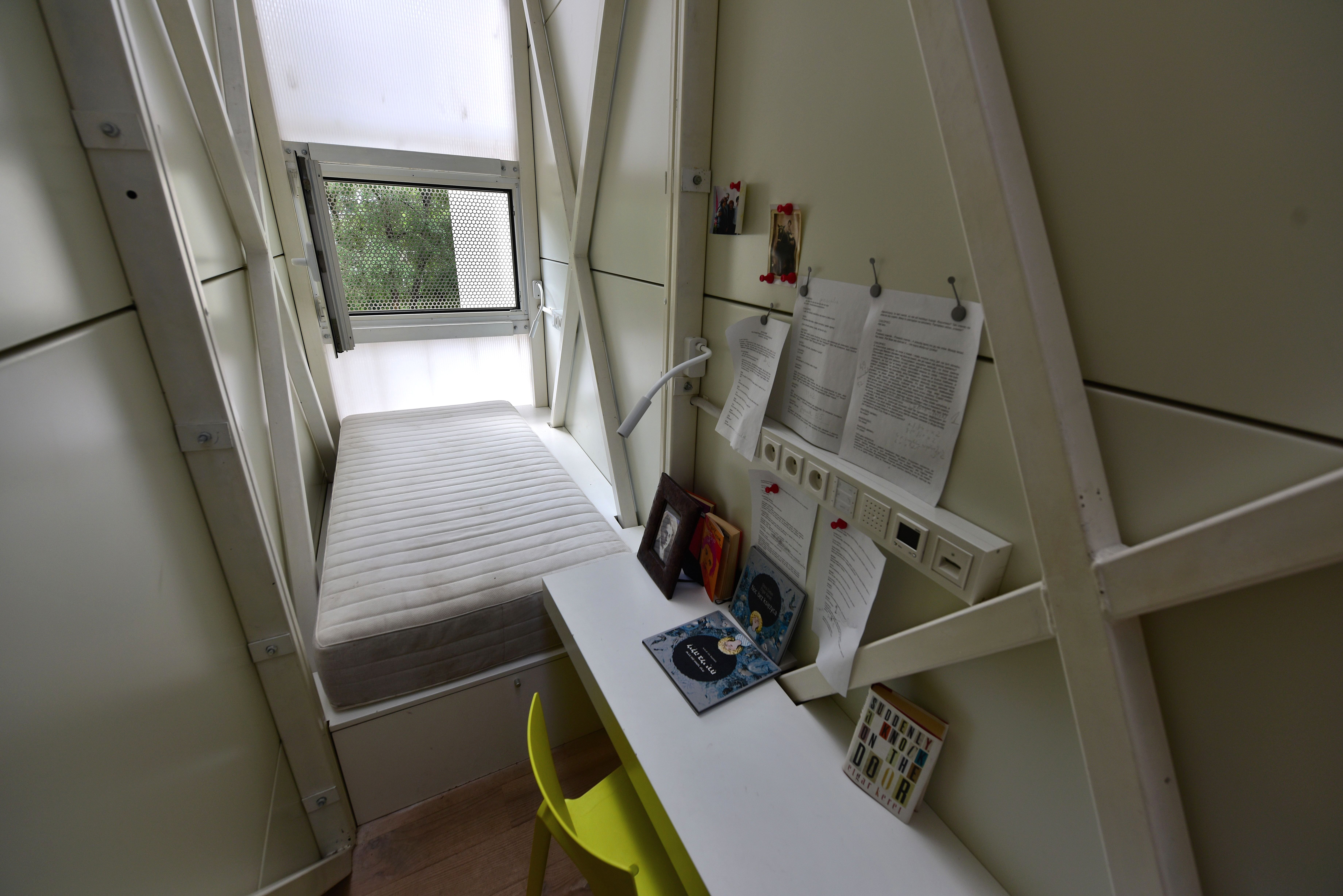
Sypialnia ze stolikiem do pracy